# レイナ・レヘンテ (防護巡洋艦・初代)

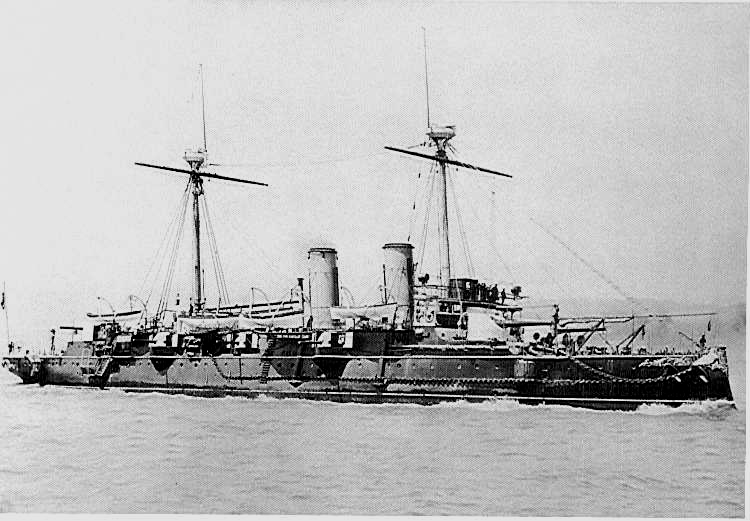
「レイナ・レヘンテ」

レイナ・レヘンテ (Reina Regente) はスペイン海軍の防護巡洋艦。レイナ・レヘンテ級。
イギリスのJ&Gトムソン社で建造。1886年6月起工。1887年2月24日進水。同年10月10日最終公試。1888年1月1日竣工。
常備排水量4788トン、満載排水量5388トン、全長330フィート、垂線間長316フィート (97.3m)、幅50フィート7インチ (15.43m)、乾舷12フィート6インチ。水平3段膨張機関2基、円缶4基搭載、設計出力12000指示馬力で20.5ノット。公試では強制通風で11000指示馬力、20.73ノットを発揮した。装甲は甲板が厚さ2インチから4.75インチ、司令塔が5インチ。
兵装はHontoria30口径24cm後装砲4門、35口径12cm後装砲6門、6ポンド速射砲6門と水上魚雷発射管5門。
1892年、「レイナ・レヘンテ」はコロンブスの新世界発見400周年記念祭の一環としてジェノヴァ、キューバ、ニューヨークを訪れた。
1895年3月9日、「レイナ・レヘンテ」はモロッコの使節団をタンジールへ送り届けた。それから悪天候の中カディスへ向け出航したが、商船「Mayfield」、「Matheus」に目撃されたのを最後に乗員412名とともに行方不明となり、いくつかの残骸が漂着したのみであった。悪天候にもかかわらず艦長が出航を決めたのは、短距離の航海であることと装甲巡洋艦「エンペラドル・カルロス5世」の進水式への出席を命じられていたためであった。
難破に繋がった要因として、重心は低いほど安定性に寄与するが、「レイナ・レヘンテ」では重い主砲が高い位置に搭載されていたことで重心が高くなっていたことがある。また、必要最低限の石炭しか積載していなかったことでも重心が上がっていたかもしれない。